# Franciszek Trzeciak
Franciszek Trzeciak (ur. 1 października 1942 w Wieniawce koło Trembowli) – polski aktor filmowy i teatralny, także reżyser.

## Życiorys
Po trzykrotnych próbach dostał się na PWSTiF w Łodzi. Naukę na uczelni łączył z pracą garderobianego i gońca w teatrze. Po ukończeniu szkoły w 1965 roku grał kolejno w teatrach: Nowym w Łodzi, Narodowym w Warszawie i również stołecznym – Teatrze Polskim.

## Filmografia
- Ja wam pokażę! – mężczyzna w sklepie (odc. 11); pracodawca (odc. 13)
- Kryminalni – Marian Badura, były major milicji
- Tulipany – pacjent
- Zerwany – kurator
- Tygrysy Europy 2 – Papryka, właściciel firmy „Papryka i synowie”
- Kiler-ów 2-óch – Waldek z Cargo
- Przypadek Pekosińskiego – sekretarz Jan Kos
- Komedia małżeńska – dyrektor
- Czterdziestolatek. 20 lat później – Wachowiak, współwłaściciel firmy „Kłyś i Wachowiak” z Radomia
- Ballada o człowieku spokojnym – reżyseria, scenariusz i obsada aktorska – Jan
- Poczekaj błyśnie – reżyseria
- Pan Samochodzik i niesamowity dwór – Marczak, dyrektor departamentu muzeów w MKiS
- Ojcowizna – reżyseria, scenariusz
- Na całość – reżyseria, scenariusz i obsada aktorska – zakładnik
- Och, Karol – dyrektor, szef Karola
- Oko proroka, czyli Hanusz Bystry i jego przygody – Kajdasz
- Diabelskie szczęście – reżyseria, scenariusz i obsada aktorska – Franciszek Mazur
- Przeklęte oko proroka – Kajdasz
- Pan na Żuławach – towarzysz (odc. 5 i 6)
- Katastrofa w Gibraltarze – major Gieorgij Żukow, oficer łącznikowy ds. Armii Polskiej
- Kamienne tablice – szyfrant Karpiński
- Karate po polsku – sierżant MO
- Punkty za pochodzenie – reżyseria, scenariusz, dialogi i obsada aktorska – leśniczy Józef
- Oko proroka – Kajdasz
- Niech cię odleci mara – przewodniczący
- Popielec jako Karfał
- Przygrywka jako milicjant
- Dom – Wojtasik, nabywca gospodarki Talarów
- Odpuść nam nasze winy – reżyseria, scenariusz i obsada aktorska – Zdzisław Mizerski
- Człowiek z żelaza – Badecki
- Białe tango – kadrowiec (odc. 1, 3 i 6)
- Koty to dranie – kanalarz
- Co mi zrobisz jak mnie złapiesz – właściciel zastawionego samochodu
- Azyl – plutonowy
- Polskie drogi – Wacław Bugajczyk, kierowca Miszczyka, współpracownik Kurasia
- Hazardziści – Zygmunt Jaskólski, organizator napadu
- Hubal – plutonowy Antoni Kisielewski, członek oddziału Hubala
- „Na wylot” – Jan Malisz, główna rola męska
- Chłopi – woźny sądowy
- Podróż za jeden uśmiech – milicjant (odc. 3)
- Jak rozpętałem drugą wojnę światową – partyzant
- Czterej pancerni i pies – żołnierz polski
- Lalka – Paweł, pomocnik w sklepie Wokulskiego
- Stawka większa niż życie – polski żołnierz
- Popioły – lokaj na balu
- Czarne skrzydła – górnik
- Kilka dni na ziemi niczyjej – Franciszek

## Nagrody
- 1973: Nagroda za pierwszoplanową rolę męską w filmie Na wylot na Lubuskim Lecie Filmowym w Łagowie
- 1974: Nagroda im. Zbyszka Cybulskiego za rolę w filmie Na wylot
- 1976: Nagroda za rolę męską w filmie Hazardziści na Festiwalu Polskich Filmów Fabularnych w Gdańsku
- 1979: Nagroda FIPRESCI na Międzynarodowym Festiwalu Filmów Krótkometrażowych w Oberhausen za film Ballada o Janie Nowaku
- 1982: Nagroda Dziennikarzy na Koszalińskim Festiwalu Debiutów Filmowych „Młodzi i Film” za film Punkty za pochodzenie